# تفارق جبهي مخيخي
التفارق الجبهي المخيخي هو انفصال المنطقتين الجبهية والمخيخية في الدماغ بحيث تعمل كل منها بشكل مستقل. يتميز بتثبيط الاتصال بين المنطقتين، ويلاحظ بشكل خاص في حالات اضطراب نقص الانتباه مع فرط النشاط، والفصام، واضطراب تعاطي الكحول، وتعاطي الهيروين. تؤدي المنطقتان الجبهية والمخيخية أدوارًا هامة للأداء الإدراكي، إذ يكون نشاط المنطقة الجبهية اليسرى مسؤولًا عن اختيار الاستجابة المناسبة للمنبه، بينما يكون نشاط المنطقة المخيخية اليمنى مسؤولًا عن البحث عن استجابة معينة للمنبه. يزداد نشاط المنطقة الجبهية اليسرى عند وجود مجموعة مختلفة من الاستجابات المناسبة لمنبه، ويزداد نشاط المنطقة المخيخية اليمنى عندما تكون هناك استجابة مناسبة واحدة للمنبه. قد يواجه المصاب بالتفارق الجبهي-المخيخي صعوبات في اختيار الاستجابة المناسبة للمنبهات، أو صعوبات في بدء الاستجابة. قد يحدث في التفارق الجبهي-المخيخي زيادة نشاط منطقة في الفص الجبهي أو المخيخ تويضًا عن انخفاض النشاط في منطقة أخرى.

## خلفية
أظهرت الدراسات التشريحية العصبية على الرئيسيات غير البشرية وجود روابط بين المخيخ والمناطق القشرية غير الحركية في الفص الجبهي. تعد الشبكات العصبية الجبهية المخيخية هامة لعمليات مثل تعلم اللغة والذاكرة والفكر. أظهر التصوير المقطعي بالإصدار البوزيتروني أنه عندما يُعرض على الشخص اسمًا ويطلب منه ذكر الفعل المشتق منه، يكون التنشيط الجبهي الأيمن والمخيخي الأيسر أكبر مما لو طُلب منه قول الاسم بصوت عالٍ. يتطلب إنشاء كلمة مشتقة من كلمة أخرى تنشيط جبهي مخيخي مشترك، ما يشير إلى وجود فرق بين استرجاع الذاكرة الدلالية والذاكرة العاملة اللفظية. بالإضافة إلى ذلك، عند إكمال كلمة بعد سماع جذرها، كان التنشيط في المنطقة الجبهية اليسرى أكبر في حالة وجود عدة احتمالات لإكمال الكلمة. كان تنشيط المخيخ الأيمن أكبر عندما كان هناك عدد أقل من الاحتمالات الممكنة لإكمال الكلمة. تشير هذه النتائج إلى أن عمليات التنشيط الجبهية اليسرى ترتبط باختيار الاستجابة المناسبة من بين مجموعة من الاستجابات المحتملة.

## الحالات ذات الصلة

### اضطراب تعاطي الكحول
لوحد انخفاض في الارتباط العصبي الوظيفي لدى الأشخاص المعتمدين على الكحول، خاصةً في الشبكات الجبهية-المخيخية. لا يوجد تفارق مشابه بين قشرة الفص الجبهي والقشرة الأمام حركية، ولا بين قشرة الفص الجداري والمخيخ، ولا بين قشرة الفص الصدغي والمخيخ لدى الأشخاص الذين يشربون كميات كبيرة من الكحول. في حالة تعاطي الكحوليات، غالبًا ما يكون هناك انخفاض في معدلات استقلاب الجلوكوز في الفص الجبهي، واضطراب في استقلاب الجلوكوز في المناطق الجبهية والجدارية والمخيخية، واضطراب في تراكيز ن-أسيتيل الأسبارتات والكولين في المخيخ، واضطراب في حجم المادة الرمادية في عقد الشبكات الجبهية-المخيخية.

### تعاطي الهيروين
أظهرت الدراسات إعادة تنظيم في الشبكات الجبهية-المخيخية وخلل وظيفي جبهي-مخيخي بين الأشخاص المدمنين على الهيروين. في الدراسات القائمة على التصوير بالرنين المغناطيسي الوظيفي، أظهر المدمنون علاقة عكسية بين تشاط المخيخ ونشاط قشرة الفص الجبهي. يشير ذلك إلى أنه عندما يسبب الاستخدام المزمن إتلاف قشرة الفص الجبهي، يزداد دور المخيخ في الاستجابة للمحفزات الخارجية. قد يؤدي الضرر في الشبكة الجبهية المخيخية الناجم عن المخدرات إلى زيادة دور المخيخ في الذاكرة العاطفية طويلة الأمد، والوعي السلوكي، والسلوكيات المتشددة.